# كريم الطرفين
كريم الطرفين هو عند الشعراء أن يؤتى بالجزء الأخير من مصراع الشعر بحيث يمكن أن يكون الجزء الأول للمصراع الثاني.

## وجه التسمية
طرف الشيء جانبه، ويستعمل في الأجسام والأوقات وغيرهما.
ومنه استعير هو كريم الطرفين أي الأب والأم وقيل الذكر واللسان، إشارة إلى العفة.
1. ↑   http://lisaan.net/%d9%83%d8%b1%d9%8a%d9%85-%d8%a7%d9%84%d8%b7%d8%b1%d9%81%d9%8a%d9%86/#84b513a5f7a92b8facd6de7349cc710c
2. ↑   http://lisaan.net/%d8%b7%d8%b1%d9%81/#36ec62377e03c229aa5577393c45555c